# Yetminster
Yetminster – wieś w Anglii, w hrabstwie Dorset. Leży 25 km na północny zachód od miasta Dorchester i 183 km na zachód od Londynu.